# 홍준표 (마술사)
홍준표(1984년 6월 12일~)는 대한민국의 마술사 겸 대학 교수이다. 그는 대한민국 해군 사병으로 복무하였다.

## 학력
- 2004년~2006년 동아인재대학 마술과
- 2000년~2003년 명석고등학교

## 경력
- 2010년 3월~2012년 11월 동아인재대학 마술학과 겸임교수

## 수상
- 2005년 제1회 하이서울 매직페스티벌 대상
- 2005년 월드스타매직쇼 국제마술대회 1위
- 2005년 제15회 일본 세계마술심포지엄 우수연기상
- 2005년 제15회 일본 세계마술심포지엄 타케오구도 특별상
- 2006년 대만 TMA국제마술대회 대상
- 2006년 미국마술협회 국제마술대회 Mystic Crag Award for Professional Promise
- 2006년 미국마술협회 국제마술대회 피플초이스
- 2006년 미국마술협회 국제마술대회 3위
- 2011년 멀린어워드 베스트 팔러 매직

## 출연 작품

### 방송
- 2011년 채널A 《스토리텔링 매직쇼》
- 2012년 채널A 《이은결 김원준의 TOP 매직》

### 공연
- 2013년 이은결사단 이스케이프 매직콘서트
- 2014년 이은결 프로젝트 팝매직콘서트 이스케이프 - 부산